# Epigeneiinae
De Epigeneiinae vormen een subtribus van de Dendrobieae, een tribus van de orchideeënfamilie (Orchidaceae).
De naam is afgeleid van het geslacht Epigeneium.

## Taxonomie
De subtribus Epigeneiinae is door Clements in 2003 genoemd als nieuwe monofyletische groep binnen de tribus Dendrobieae. Het is nog niet duidelijk welke geslachten naast Epigeneium deze subtribus nog zal moeten bevatten.
- Subtribus: Epigeneiinae
  - Geslacht:
    - Epigeneium